# 나기쓰지역
나기쓰지역(일본어: 椥辻駅)은 일본 교토부 교토시 야마시나구에 있는 교토 시영 지하철 도자이 선의 역이다. 역 번호는 T05이다.

## 역 구조
승강장은 지하 2층에 있는 다른 도자이 선의 역과 마찬가지로 섬식 승강장 1면 2선의 구조로 스크린도어가 설치되어 있다. 도자이 선 역은 역마다 정거장 색깔이 제정되어 있으며, 당 역의 스테이션 컬러는 ■코스모스색이다.

### 승강장
| 1 | 도자이 선 | 야마시나・가라스마오이케・우즈마사텐진가와 방면 |
| 2 | 도자이 선 | 다이고・로쿠지조 방면                           |

## 역 주변
- 야마시나 구 종합 청사 (안내 방송 있음)
  - 교토 시 야마시나 구청
- 교토 시 동부 문화 회관 (안내 방송 있음)
- 교토 형무소
- 사카노우에노 다무라마로 묘지
- 니시노야 고묘 (사카노우에노 다무라마로의 무덤)
- 오이시 신사
- 교토 다치바나 대학 (안내 방송 있음)
- 교토 시립 칸슈 초등학교
- 교토 외환상선
- 신주조도리
- 나기쓰지 병원

## 역사
- 1997년 10월 12일: 교토 시영 지하철 도자이 선의 다이고 ~ 니조 역간 개통과 동시에 영업 개시.
- 2007년 4월 1일: IC카드 "PiTaPa"의 사용 개시.

## 역명의 유래
나기쓰지라는 지명은 과거 죽백 나무의 큰 나무가 있었다는 것에서 나왔다고 한다.

## 인접역
| 교토 시 교통국 도자이 선 | 교토 시 교통국 도자이 선 | 교토 시 교통국 도자이 선           |
| ------------------------ | ------------------------ | ---------------------------------- |
| T04 오노 로쿠지조 방면   |                          | 히가시노 T06 우즈마사텐진가와 방면 |